# شهرستان دلو
شهرستان دلو (به لاتین: Dollo Zone) یک منطقهٔ مسکونی در اتیوپی است که در منطقه سومالی واقع شده‌است. شهرستان دلو ۳۰۶٬۴۸۸ نفر جمعیت دارد.